# Murphy's Law (groupe)
Pour les articles homonymes, voir Murphy's Law.
Murphy's Law est un groupe de punk hardcore américain, originaire de New York. Il est formé en 1982. Jimmy Gestapo est le seul membre fondateur encore restant, à une période durant laquelle Murphy's Law se composait de membres de groupes comme Skinnerbox, Danzig, The Bouncing Souls, Mucky Pup, Dog Eat Dog, Hanoi Rocks, Agnostic Front, et D Generation.
Murphy's Law compte un total de cinq albums studio, le dernier étant publié en 2001. Murphy's Law a tourné à travers le Japon, en Europe et aux États-Unis.

## Biographie
Leur premier album studio éponyme mélange punk californien et blues. Certaines chansons inspireront la scène thrash metal. Leur album qui suit, Back with a Bong, est publié en 1989 au label Profile Records, puis réédité par le label Another Planet Records en 1994, accompagné du précédent opus. Il est publié trois ans après le premier album et le groupe change de formation, laissant Jimmy Gestapo comme seul premier membre restant. Alex Morris est remplacé à la guitare par Todd Youth (ex-Agnostic Front et Warzone). Chuck Valle remplace Pete Martinez à la basse, et Doug E. Beans remplace Petey Hines à la batterie. En 1989, Murphy's Law ouvre pour les Red Hot Chili Peppers à la tournée Mother's Milk.
En 2002, le groupe participe au film de Matthew Barney, Cremaster 3, avec Agnostic Front. En 2004, la chanson Vicky Crown apparait dans un clip de Nick Mondo dans le jeu vidéo Backyard Wrestling 2. En 2008, la chanson A Day In The Life est incluse dans la radio fictive Liberty City Hardcore (L.C.H.C) de Grand Theft Auto IV, où Jimmy G. il joue également le DJ et animateur.
Le 12 avril 2010, Murphy's Law annoncent sur Myspace un sixième album. Le 4 mai 2011, Murphy's Law est annoncé au label I Scream Records, qui publiera le premier album du groupe depuis la sortie de The Party's Over en 2001, en plus de rééditions. Les premiers albums seront réédités accompagnés de chansons bonus inédites, de nouvelles pochettes, et en vinyle, CD et téléchargement payant.

## Membres

### Membres actuels
- Jimmy Gestapo (James Drescher) - chant
- Jason Stickney - guitare
- Raven (Seaton « Chuck » Hancock III) – saxophone
- Christian Hoffmeister - basse
- Vinny Empanada - batterie

### Anciens membres
- Todd Youth (Danzig, Chrome Locust, Agnostic Front, Warzone, D Generation, Glen Campbell) - guitare
- Dan Nastasi (Dog Eat Dog, Nastasee, Mucky Pup) - guitare
- Sean Kilkenny (Dog Eat Dog, Mucky Pup, Harley's War, STIGMA)) - guitare
- Christopher Kerrigan aka Chris Redd (Lockdown, Those Hated Hearts, Necktangle, Revenge of the Dragon)
- Rick Bacchus - guitare
- Alex « Uncle Al » Morris - guitare
- Larry « the Hunter » Nieroda (Subzero) - guitare
- Jack Flanagan (The Mob) - guitare
- Erick « Epick » Hartz (Los Dudes, The Boilermakers, Zen Butcher, The Lobrows) - guitare
- Ace Von Johnson (Madcap, The Generators, Duane Peters Gunfight) - guitare
- Jason Burton (Not a Part of it) - guitare
- Chris Shannon (Demonspeed) - guitare
- Felipe (U.F.C., Zombie Vandals) - guitare
- Tim Miller (Blanks 77, Broken Heroes) - guitare
- Joe Porfido (Inhuman, Agnostic Front) - guitare
- Johnny Waste (Urban Waste, Major Conflict) - guitare
- Sami Yaffa (Hanoi Rocks, New York Dolls, Joan Jett and the Blackhearts) - basse
- Sal Villanueva - basse
- Pete Martinez - basse
- Chuck Valle (Ludichrist, Dripping Goss) - basse
- Adam Mucci - basse
- Tommy Kennedy - basse
- Eddie Cohen - basse
- Felipe - basse
- Russel Iglay (Underdog) - basse
- « Genghis » Jon Carrier - basse
- Dean Rispler - basse
- Brian Ellingham aka Pico Da' Bass (F.O. the Smack Magnet) - basse
- Ben « Tucks » Orenstein (U.N. Posse) - basse
- Tommy Sick (DFA, Exire, Zyris, SIB) - basse
- J.R. - basse
- Aaron Skarhead - basse
- Anthony Di Masi (The Unopposed) - basse
- Phil Caivano (Shrapnel, Blitzspeer, Monster Magnet) - basse
- Dug Donohoe - basse
- Ron Delux (The Turnbucklers, Unlucky 3, Cinema Nine) - basse
- Eric « Goat » Arce (Crown of Thornz, Skarhead, Merauder, The Misfits) - batterie
- Harley Flanagan (Cro-Mags, The Stimulators) - batterie
- Michael McDermott (Skinnerbox, The Bouncing Souls) - batterie
- Petey Hines (Cro-Mags, Handsome) - batterie
- J. Colangelo (American Standard) - batterie
- Donny Didjits (Time Bomb 77, Anti Heros, A.P.A, Liberty) - batterie
- Nick Angeleri - batterie
- Doug Beans (The Functional Idiots, Mearth, The Montalbans, Hellride 102, Aggravated Assault,  Defiance) - batterie
- Dan Lettieri - batterie
- John Sullivan - batterie
- Todd Irwin - batterie
- Quincy Kirk (Graves, Broken Heroes, Headwound) - batterie
- Steve Barna (Fake Your Death) - batterie
- Tucker Rule (Thursday) - batterie
- Chris Ara (Zombie Vandals, The Krays) - batterie
- Frank Lema (half-life, Freakmode) - batterie
- Ray Parada (Major Conflict) - batterie
- Jeff « Django » Baker (Skinnerbox, Stubborn All-Stars) – trombone
- Danny Dulin (Skinnerbox, Stubborn All-Stars) – trompette
- Jeremy « Mush One » Mushlin (The Slackers) - trompette, chant
- D-Robb (D-Robb and The Shots) – trombone
- John Mulkerin – trompette
- Johnny Banks – trompette
- Ben Jaffe (Skavoovie and the Epitones), The Diamond Mines, Eli « Paperboy » Reed and the True Loves) – saxophone
- Joseph Bowie – trombone

## Discographie
- 1983 : Bong Blast
- 1986 : Murphy's Law
- 1989 : Back with a Bong
- 1991 : The Best of Times
- 1994 : Murphy's Law / Back with a Bong
- 1996 : Dedicated
- 2000 : The Best Of Times / Good for Now
- 2001 : The Party's Over
- 2002 : Beer, Smoke, and Live
- 2005 : The Best
- 2005 : Covered

### EP et singles
- 1991 : Monster Mash (single)
- 1993 : Good for Now (EP)
- 1995 : My Woman from Tokyo (single ; Japon uniquement)
- 1996 : What Will The Neighbors Think? (single)
- 1996 : Genkika (single ; Japon uniquement)
- 1996 : Kansai Woman (single ; Japon uniquement)
- 1998 : Quality Of Life (single ; Japon uniquement)

### Compilations
- 1996 : How to Start a Fight
- 1997 : Show and Tell - A Stormy Remembrance of TV Themes
- 1997 : Creepy Crawl Live
- 1998 : Music to Kill for
- 1999 : City Rockers: A Tribute to the Clash
- 2000 : Never Mind the Sex Pistols: Here's the Tribute
- 2001 :  Under the Influence - A Tribute to the Clash, The Cure, and The Smiths'
- 2001 : The World Wide Tribute to the Real Oi! Volume 2
- 2002 : Jager Music Volume 2
- 2002 : Warped Tour Compilation